# Geuraeseo naneun antipaen-gwa gyeolhonhaetda
Geuraeseo naneun antipaen-gwa gyeolhonhaetda (그래서 나는 안티팬과 결혼했다?), nota anche con il titolo internazionale So I Married an Anti-fan, è una serie televisiva sudcoreana del 2021, tratta dall'omonimo romanzo di Kim Eun-jung. Dal medesimo soggetto, nel 2016, era stato tratto anche il film cinese Suoyi, wo he hei fen jiehunle.

## Trama
A causa dell'algido e arrogante Who Joon, idol di fama internazionale, la giovane giornalista Lee Geun-young finisce per perdere il lavoro; desiderosa di vendetta, inizia così una campagna di protesta nei suoi confronti, che raccoglie ben presto grande risonanza: Geun-young diventa così la più celebre "anti-fan" di Who Joon. Trovandosi però in ristrettezze economiche, la ragazza si ritrova a dover accettare di partecipare a un reality show in cui dovrà vivere insieme al suo nemico numero uno.